# Air America (film)
Air America è un film statunitense del 1990 diretto da Roger Spottiswoode, con Mel Gibson e Robert Downey Jr..
Il film, dedicato all'assistente del regista Michael Katzin, è ispirato alle vicende della compagnia aerea Air America ed è tratto dal libro-inchiesta di Christopher Robbins.

## Trama
Nel 1969, Billy Covington è un pilota di elicottero che è appena stato licenziato per le sue evoluzioni aeree troppo rischiose. Un misterioso straniero gli offre un lavoro nel Laos, consistente nel volare per una compagnia civile nota come Air America. Senza alcun'altra opportunità di impiego, Billy accetta il lavoro e si trasferisce nel Laos.
Al suo arrivo all'aeroporto di Long tieng viene presentato al personale ed affiancato al pilota veterano Gene Ryack. Alla fine del primo giorno di lavoro Billy ha già capito che quasi tutti i piloti della compagnia hanno delle attività parallele, e lo stesso Gene è un mercante d'armi. Quella stessa notte, in un bordello locale, realizza rapidamente con che strana e pericolosa compagnia si trova coinvolto.
Il giorno seguente arriva in Laos il senatore Davenport, politico onesto ma poco perspicace, per una missione: a Washington infatti girano voci secondo le quali Air America sarebbe in realtà una facciata per finanziare le milizie locali col traffico di eroina, e Davenport è li per verificarlo. Comunque, il maggiore Lemond e Rob Diehl, in qualità di capi di Air America appartenenti alla CIA, hanno una copertura già pronta per sviare il senatore e impedirgli di scoprire cosa stia realmente accadendo. Davenport viene portato qua e là per campi profughi, templi, sepolcri e grandi città, nel tentativo di tenerlo lontano dal giro.
Nel frattempo, Covington e Jack Neely vengono abbattuti con il loro C-123 cargo, mentre paracadutano bestiame su villaggi rurali; la Air America mette in opera un tentativo di recupero. Billy e Jack però vengono lasciati in un territorio ostile, mentre il carico viene recuperato.
A questo punto Gene rischia la sua vita per raccogliere Billy con il suo elicottero UH-1, anche se nell'operazione resta danneggiato al punto che si schianta anch'egli. Persi e senza contatti, Ryack e Covington sono dispersi nella giungla del Laos, dove vengono catturati da una tribù. Di fronte a indigeni ostili, Gene mostra il suo istinto per gli affari quando nota che questi usano fucili a pietra focaia vecchi e inaffidabili, e riesce a convincerli a risparmiare le loro vite in cambio di armi migliori.
Tornati a casa della famiglia di Gene, i due apprendono che Jack Neely è rimasto ucciso mentre era alla loro ricerca. Il giorno seguente, mentre Gene trova un acquirente per le sue armi, Billy sta facendo il suo ultimo volo prima di abbandonare la compagnia ma viene improvvisamente chiamato a terra per un'ispezione di routine. Fiutando una trappola, Billy cerca nel suo cargo e trova alcuni chili di eroina nascosti in sacchi di farina, mentre a terra lo aspetta una banda di uomini armati. Per questo motivo si rifiuta di atterrare e cerca di fuggire ma scopre presto di essere a corto di carburante. Si schianta così con il suo piccolo velivolo sulla stessa striscia di terra dove era atterrato alcuni giorni prima ed usa i rottami dell'aereo più grande per nascondersi.
A questo punto il Senatore capisce quello che sta accadendo e dichiara al Maggiore Lemond di essere ormai a conoscenza dell'intera situazione e di sospettare del Maggiore come responsabile del traffico di eroina. Il Maggiore Lemond sfida il Senatore a riferire le sue accuse a Washington, affermando di avere abbastanza coperture politiche per sopravvivere a qualsiasi accusa.
Gene, nel frattempo, soccorre Billy, recuperandolo dal luogo dell'atterraggio di fortuna. Mentre stanno occupandosi del carico d'armi, i due ricevono una richiesta di aiuto da un campo di rifugiati che sono in pericolo di vita poiché si trovano nel bel mezzo del fuoco incrociato di un combattimento, ed il loro aereo è l'unico presente in zona per avviare un'operazione di soccorso. Billy decide di rispondere alla richiesta; dopo essere riusciti nell'impresa i due decidono di vendere il loro aereo per ritirarsi.

## Musiche
- Love Me Two Times interpretata dagli Aerosmith.
- A Horse with No Name interpretata dagli America.
- Right Place, Wrong Time interpretata da B.B. King e Bonnie Raitt
- Long Cool Woman in a Black Dress interpretata da Charlie Sexton
- Do It Again interpretata da Steely Dan
- Free Ride interpretata da Edgar Winter e Rick Derringer
- California Dreamin' interpretata dai The Mamas & the Papas
- Baby, I Need Your Lovin' interpretata dai Four Tops
- Get Ready interpretata dai The Temptations
- Rescue Me interpretata da Fontella Bass
- Pushin' Too Hard interpretata dai The Seeds

## Premi e riconoscimenti
- Nomination al Political Film Society 1991: premio per l'esposizione